# 5 Colours in Her Hair
5 Colours in Her Hair est le premier single du groupe de pop britannique McFly. 
C'est leur premier numéro un au Great Britain Singles Chart. Il est resté au top pendant deux semaines. La chanson a été écrite par deux des membres du groupe, Tom Fletcher et Danny Jones, ainsi que James Bourne. 
La piste est particulièrement connue pour le "Do, Do, Do, Do, Do, Do, Do!", joué au début et la fin de la chanson. Le morceau est un hommage à l'actrice Emily Corrie. Le CD comporte un duo avec Busted. 
En 2010, les fans ont lancé un projet qui incite à télécharger La chanson dans la semaine du 23 au 28 mars pour la faire revenir au top 40 des charts.

## Ventes
| Chart               | Position |
| ------------------- | -------- |
| UK Singles Chart    | 1        |
| Irish Singles Chart | 7        |

## Clip vidéo
Le clip vidéo met en scène les McFly jouant la chanson sur une scène coloré. On voit également apparaitre une jeune femme avec les cheveux de cinq différentes couleurs.

## Version US
Une version remixée de la chanson est apparue dans l'album Just My Luck (1er album aux États-Unis), elle fut aussi incluse dans le single "Please, Please" et on la trouve aussi dans l'édition deluxe pour les fans dans l'album All the Greatest Hits.